# Thergothon
A Thergothon rövid életű finn funeral doom/death-doom együttes volt.

## Története
A zenekar 1990-ben alakult Kaarinaban. Két demót és egy albumot jelentettek meg. Az album miatt mára sokan a funeral doom úttörőjének tartják őket. Emiatt kultikus státuszt értek el. 1993-ban feloszlottak. Az album feloszlásuk után egy évvel, 1994-ben jelent meg. Feloszlásuk után Niko Sirkia és Jori Sjöoros új együttest alapítottak, This Empty Flow néven, amely a Thergothonnal ellentétben gótikus rockot, dark wave illetve ambient zenét játszott. A This Empty Flow 1996-ban oszlott fel. Sjöoros a PMMP nevű finn pop-rock együttesnek is szerez dalokat jelenleg. Niko Sirkia (Niko Skorpio) experimentális elektronikus zenét játszik jelenleg, illetve saját lemezkiadót üzemeltet.
Egyetlen nagylemezük szerepel a Loudwire "Top 40 legjobb metal album" listáján is.
Az ő hatásukra születtek meg olyan zenekarok, mint a Disembowelment, az Evoken, a Winter, a Shape of Despair vagy a Pantheist.

## Tagok
- Niko Sirkia - ének, billentyűk
- Jori Sjöroos - dob
- Mikko Ruotsalainen - gitár[13]

## Korábbi tagok
- Sami Kaveri - gitár (1991 elején lett az együttes tagja)[13]

## Diszkográfia
- Dancing In The Realm Of Shades (demó, 1991)[14]
- Fhhtagn nagh Yog-Sothoth (demó, 1991)[15]
- Stream from the Heavens (album, 1994)[16]